# Gelting Gods
Gelting Gods (ty. Adliges Gut Gelting) (1231 i Kong Valdemars Jordebog Gyælting, Geltyng, opr. områdenavn, af et gl. navn Galt på Gelting Nor og -inge) er en herregård i den nordtyske delstat Slesvig-Holsten, beliggende i byen Gelting ca. 25 km øst for Flensborg i Angel i Sydslesvig. I den danske tid indtil 1864 hørte godset under henholdsvis det første angelske godsdistrikt (før 1853) og Kappel Herred (1853-1864) i Hertugdømmet Slesvig (Sønderjylland).
Slottets storhedstid indtraf, da den driftige handelsmand, friseren Sønke Ingwersen i 1758 blev lokket til Danmark af kong Frederik 5.. Ingwersen, der havde tjent store summer på kolonihandel i Nederlandene, blev adlet, udpeget til baron og købte Gelting af kongen. Ingwersen, der nu lød navnet Seneca baron von Geltingen, blev i 1777 rigsfriherre af den tysk-romerske kejser.
Seneca Ingwersens testamente bestemte, at livegenskabet skulle ophæves på godset. Samtidig omdannede han Gelting til et fideikommis for hele sin efterslægt. Sønnen Christian Friedrich Rudolph baron von Gelting overtog godset og afskaffede livegenskabet på samme 1789. Han døde sønneløs 1820, og fideikommisset gik over i en kvindelig sidelinjes besiddelse, som stadig ejer det (baron von Hobe-Gelting).
Slottet er en trefløjet hovedbygning fra 1770'erne, der er placeret på et gammelt firkantet voldsted omgivet af vandgrave og jordvolde med hjørnebastioner. Østfløjen rummer dog i sin kerne bygningsdele fra 1470'erne og har et rundt hjørnetårn, hvor der i 1920'erne er indrettet et kapel. Som noget udsædvanligt har hovedbygningen store, hollandske skydevinduer, der helt dominerer facaden. Dette træk skyldes utvivlsomt bygherrens fortrolighed med den nederlandske kultur.
Slottets overdådige interiører udmærker sig bl.a. ved de mange elegante hvide stukarbejder i rokoko udført 1777-1783 af Michel Angelo Taddei (1755-1831) fra Lugano, der også skabte stukdekorationerne i havesalen på Augustenborg Slot.
Haveanlægget var anlagt 1775 af Johann Caspar Bechstedt, men er i dag forsvundet.

## Ejerliste (ikke komplet)
- -1632 Claus von Ahlefeldt
- 1632-1674 Claus von Ahlefeldt
- 1674-1701 Joachim von Ahlefeldt
- 1701-17?? Claus von Ahlefeldt
- 1758-1786 Seneca Ingwersen baron von Geltingen
- 1786-1820 Christian Frederik Rudolph baron von Gelting
- 1820-1853 Levin Ludvig Christian Leopold baron von Hobe-Gelting
- 1853-???? Siegfred Lambert Carl baron von Hobe-Gelting